# Étienne Nicolas Méhul

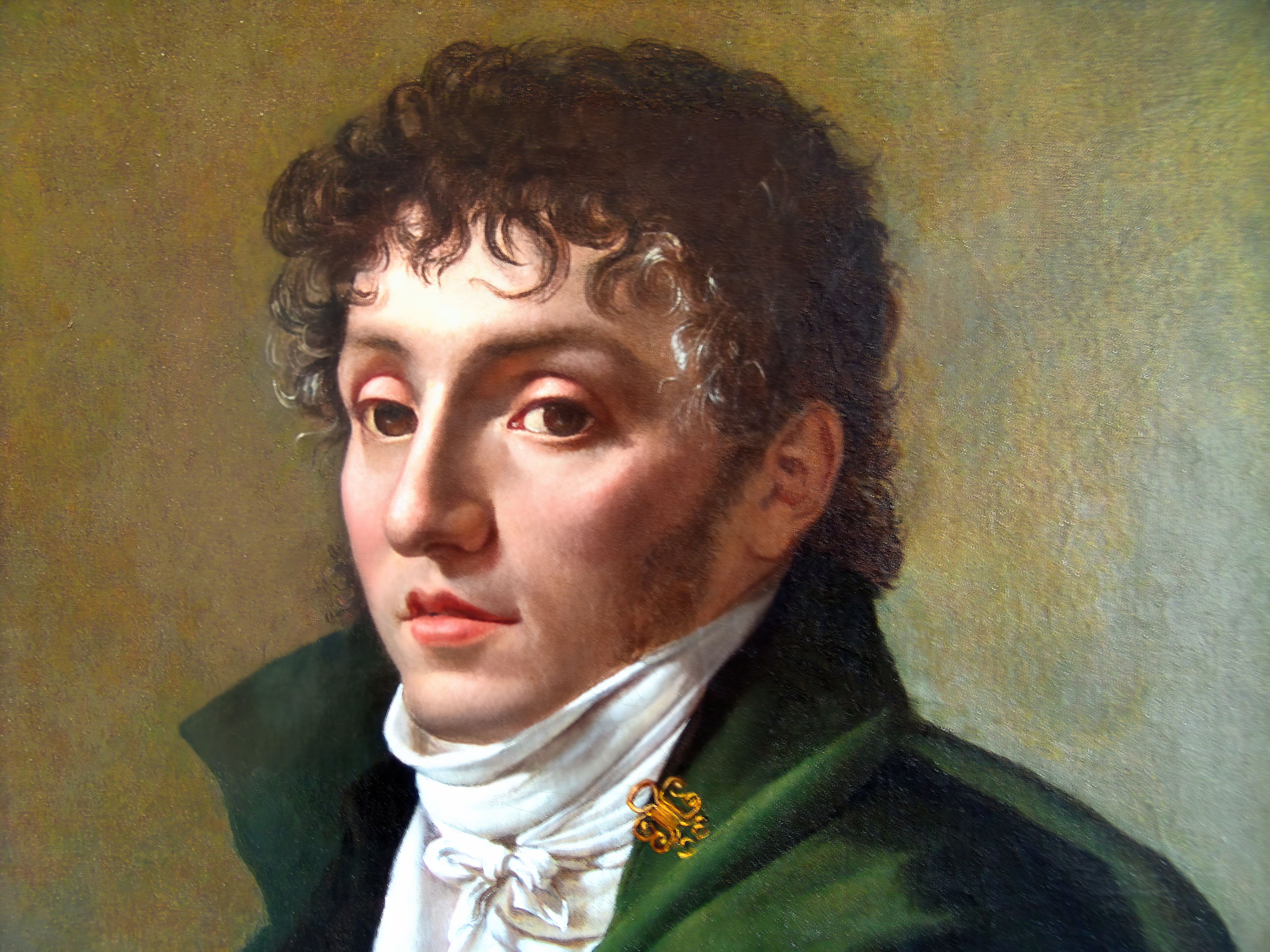
Ritratto di Étienne Méhul, di Antoine-Jean Gros

Étienne Nicolas Méhul /eˈtjɛn nikɔˈla meˈyl/ (Givet, 22 giugno 1763 – Parigi, 18 ottobre 1817) è stato un compositore francese.

## Biografia

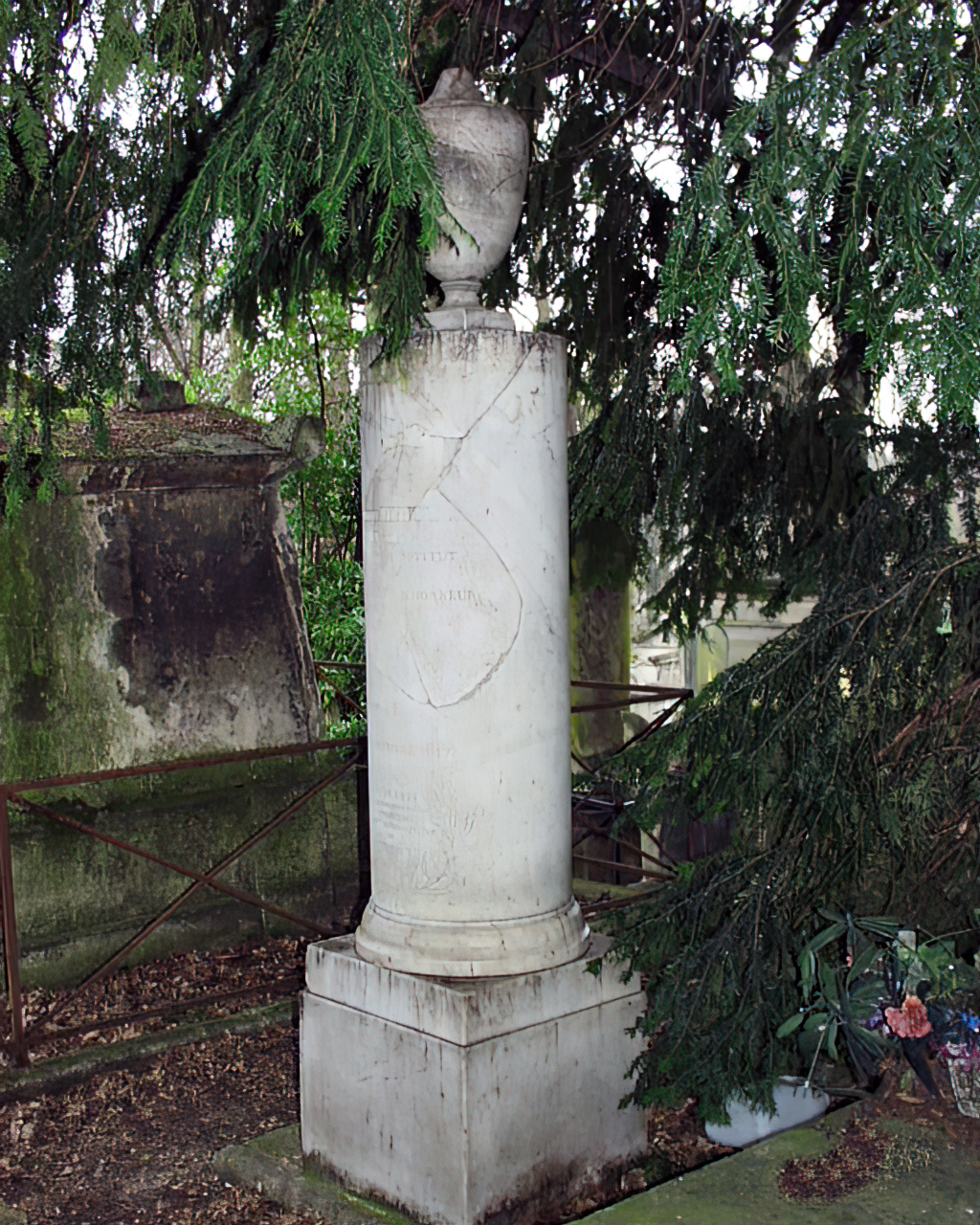
La tomba di Méhul a Parigi

Méhul fu un musicista precoce, tanto da ottenere il posto di organista supplente all'età di dieci anni. A 15 anni, Christoph Willibald Gluck lo fece notare a Parigi e lo incoraggiò a scrivere alcune opere. Le sue opere giovanili Euphrosine et Corradin e Alonzo et Cora, composte quando non aveva ancora trent'anni, furono subito bene accolte e divennero immediatamente popolari in Europa, facendone un uguale di François-Joseph Gossec.
Nel 1793 fu nominato ispettore della musica presso il Conservatoire national supérieur de musique et de danse de Paris (Conservatorio nazionale superiore di musica e danza di Parigi), appena creato. Fu il primo musicista nominato all'Accademia di Francia nel 1795. Oltre a numerosi canti ed inni (tra cui il celebre Chant du Départ, o "Canto della partenza"), compose opere celebrative del nuovo regime e di Napoleone. Scrisse più di 30 opere, tra cui Le Jeune Henri ("Il giovane Enrico, 1797), Ariodant, Adrien (1799) e Joseph (1807). Per quest'ultima ricevette il premio per la migliore opera lirica. Oltre alle opere di musica da camera, ai balletti, alle cantate e ai concerti di pianoforte, Méhul ha anche composto quattro sinfonie, che mostrano l'influenza di Mozart e di Beethoven, pur distinguendosene. In particolare la splendida prima sinfonia, composta tra il 1808 e il 1809, riprende con brio la tradizione di qualità della musica sinfonica francese creata da Gossec, come faranno più tardi Hector Berlioz, César Franck, Camille Saint-Saëns ed Ernest Chausson.

## Opere principali
- Musica strumentale:

6 Sonate per pianoforte (1783e 1788)
- Musica sinfonica:

Ouverture burlesque (Introduzione burlesca 1794
Ouverture pour instruments à vent (Introduzione per strumenti a fiato 1794
4 Sinfonie (1808-1810)
- Musica vocale:

Chant du départ (Canto della partenza 1794)
Chant des Victoires (Canto delle vittorie 1794)
Messe Solennelle pour soli, chœurs et orgue (Messa solenne per solista, coro e organo 1804)
Chant du retour pour la Grande Armée (Canto del ritorno per la Grande Armata 1808)
Chant lyrique pour l'inauguration de la statue de Napoléon (Canto lirico per l'inaugurazione della statua di Napoleone 1811)
- Balletti:

Le Jugement de Pâris (Il Giudizio di Parigi 1793)
La Dansomanie (1800)
Les Amazones ou la Fondation de Thèbes (La Amazzoni o la fondazione di Tebe) all'Opéra national de Paris alla presenza dell'imperatore Napoleone.
- Opere:

Euphrosine et Corradin ou le Tyran corrigé (Euphorisine e Corradin o il Tiranno redento 1790)
Alonzo et Cora (1791)
Stratonice (1792)
Le jeune Henri (Il giovane Enrico 1797),
Ariodant (1799)
Adrien (1799)
L'Iré ou l'Emporté (L'Irato o l'Importato 1801)
Une Folie (Una follia 1802), libretto di Jean-Nicolas Bouilly
Le trésor supposé ou Le danger d'écouter aux portes (Il tesoro supposto o Il pericolo di origliare alle porte 1802)
Joanna (1802)
Héléna (1803), libretto di Jean-Nicolas Bouilly
Les deux Aveugles de Tolède (I due ciechi di Toledo 1806)
Uthal (1806)
Joseph (1807)
Gabrielle d'Estrées ou Les Amours d'Henri IV (Gli amori di Enrico IV 1806)
La Journée aux aventures (La giornata delle avventure 1816)
Valentine de Milan (Valentine di Milano 1822), libretto di Jean-Nicolas Bouilly